# Max Kenning
Max Arvid William Kenning, född den 5 december 2001 i Stockholm[källa behövs], är en svensk röstskådespelare.
Han har varit verksam sedan 2008 och har främst arbetat med film och TV-serier för barn- och ungdomar. Bland hans roller märks Ricky i High School Musical: The Musical: The Series, Flynn i Shake It Up och Ben  Tennyson i Ben 10.

## Filmografi[2][3][4]
- Det regnar köttbullar
- Shake It Up
- Kung Fu Panda 2
- Spooky Buddies – Valpgänget och spökhunden
- De gåtfulla guldstäderna
- Doktor McStuffins
- De fem legenderna
- Tomtetass 2 – Julens hjältar
- Treasure Buddies - Valpgänget på skattjakt
- Det regnar köttbullar 2
- Super Buddies – Valågänget: Världens hjältar
- Avengers: Tillsammans
- Zappad
- Bästa vänner när som helst
- Game Shakers
- Pyjamashjältarna
- Hotell Transsylvanien 2
- Mark och Russells galna åktur
- The Lodge
- H2O: Tillsätt bara vatten
- Storken Richard
- The Emoji Movie
- Big Hero 6: TV-serien
- Julies greenroom
- Skräckhistorier
- Alien Dawn
- Sonnys chans
- Ett fall för KLURO
- Nicky, Ricky, Dicky & Dawn
- Historien om Gamba
- Kosmoo
- Rusty Rivets
- Blixten och det magiska huset
- Jessie
- Krambjörnarna
- Ben 10
- Jakten på månen